# Kristen Cloke
Kristen Ann Cloke, född 2 september 1968 i Van Nuys, Kalifornien, är en amerikansk skådespelare. Cloke är gift med Glen Morgan som bland annat har varit involverad i produktionen av Arkiv X.

## Skådespeleri
Cloke har varit med i ett avsnitt i Arkiv X, i Slaget om Tellus och i filmen Final Destination. Hon har även haft småroller i TV-serierna Dr Howser, Skål, Diagnos mord, Galen i dig, Mord och inga visor, Millennium, Felicity och Pretty Little Liars.

### Arkiv X
Cloke medverkar i avsnittet "The Field Where I Died" (säsong 4, avsnitt 5) i TV-serien Arkiv X. Fox Mulder och Dana Scully utreder en misstänkt angivare i en sekt, Temple of the Seven Stars. De möter sektledarens schizofrena hustru, Melissa Ephesian (spelad av Cloke), som visar sig ha ett särskilt psykiskt och själsligt band till Mulder.